# NGC 1844
NGC 1844 (другое обозначение — ESO 85-SC48) — молодое рассеянное скопление в созвездии Золотой Рыбы, расположенное в северной части Большого Магелланова Облака, в 2° от его центра. Примерно в 8′ от NGC 1844 находится шаровое скопление NGC 1846.
NGC 1844 входит в число перечисленных в оригинальной редакции «Нового общего каталога».
Цвета и видимые звёздные величины звёзд-членов скопления дают диаграмму спектр-светимость, аналогичную скоплению NGC 4755. Четыре сверхгиганта имеют более голубой цвет, чем ожидалось, у них также малая цветовая гамма и большая светимость.
Возраст скопления составляет около 150 млн лет, металличность [Fe/H] = −0,6, что соответствует содержанию металлов около четверти от солнечного. Радиус ядра скопления составляет 22′′, его приливный радиус 57′′. Проявляет признаки уширения главной последовательности, хотя причина этого не установлена